# Ischnacanthiformes
Ischanacanthiformes é uma ordem extinta de tubarões espinhosos Acanthodii encontrados na Ucrânia e Reino Unido. Membros desta ordem eram carnívoros nécton, comiam animais que nadavam em vez de plânctons. Tinham couraça leve, espinhas profundamente inseridas e duas barbatanas dorsais. Esta ordem foi primariamente descrita em 1940 por Berg.